# 차려

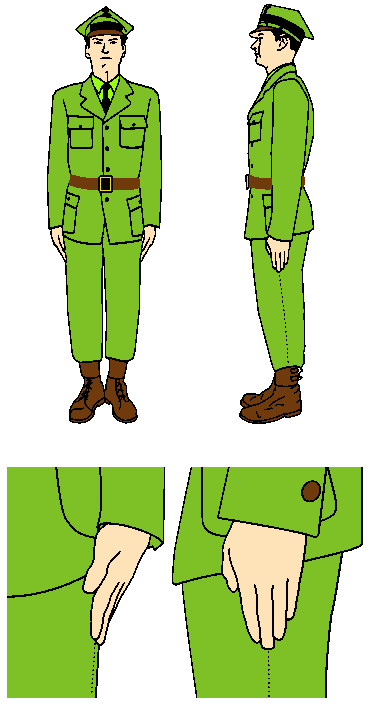
차려자세

차려는 직립 부동이 되는 인체의 자세 및 그 자세를 명하는 호령의 일종이다.
차려 자세는 군인의 기본 자세이며 군대의 일반적인 자세 중 하나이다.
준 군사 조직, 경찰의 기본 교련 과목에서도 받아 들여지고 있는 태도, 호령이다. 또한, 마칭 밴드, 응원단, 보이 스카우트 등은 일반 시민 교육이나 관례로 받아 들여지고 있다. 따라서 근대 이후는 차려는 상사의 인물에 대한 존중과 집단의 규율을 나타내는 세계 공통의 신체 언어가 되고 있다.

## 구령
"부대(또는 소대, 중대, 대대)--- 차렷!"

## 같이 보기
- 열병식